# Carlos Moyá
Carlos Moyá Llompart, španski tenisač, * 27. avgust 1976, Palma, Majorca, Španija.
Moyá je nekdanji številka ena moške teniške lestvice ATP in zmagovalec turnirja Grand Slam za Odprto prvenstvo Francije, ko je leta 1998 v finalu premagal Àlexa Corretjo v treh nizih. Drugi največji uspeh kariere je dosegel na turnirju za Odprto prvenstvo Avstralije, ko se je leta 1997 uvrstil v finale, kjer ga je v treh nizih premagal Pete Sampras. Na turnirjih za Odprto prvenstvo ZDA se mu je uspelo uvrstiti v polfinale, za Odprto prvenstvo Anglije pa v četrti krog. 15. marca 1999 je prevzel mesto vodilnega na lestvici ATP in ga držal dva tedna. V karieri je zabeležil 573 zmag in 314 porazov ter osvojil dvajset turnirskih naslovov. Leta 2004 je nastopil na olimpijskem turnirju.

## Finali Grand Slamov posamično (2)

### Zmage (1)
| Leto | Turnir                    | Nasprotnik v finalu | Rezultat finala |
| 1998 | Odprto prvenstvo Francije | Àlex Corretja       | 6–3, 7–5, 6–3   |

### Porazi (1)
| Leto | Turnir                      | Nasprotnik v finalu | Rezultat finala |
| 1997 | Odprto prvenstvo Avstralije | Pete Sampras        | 2–6, 3–6, 3–6   |